# Ayre United Association Football Club
L'Ayre United Association Football Club  è una società calcistica di Andreas, Isola di Man. Milita nella Premier League, la massima divisione del campionato nazionale.

## Storia
Il club fu fondato il 10 aprile 1967. Disputò il primo campionato di Division Two nella stagione 1967-68, terminata con soli 4 punti conquistati. Tuttavia vinsero la Woods Cup e la Fred Faragher Cup. Nel corso della loro storia hanno inoltre vinto 4 titoli di seconda divisione. Al termine della stagione 1976-77 hanno ottenuto la promozione in massima serie, ottenendo come migliore risultato il secondo posto conquistato nella stagione 1988-89. Nel 1995-96 ottennero la seconda posizione in seconda divisione, vinta dal Police A.F.C.. Vinsero, invece, la Woods Cup e la Paul Henry Gold Cup. Nel 2002-03 hanno vinto la Manx FA Cup battendo per 2-1 il St Georges A.F.C. al The Bowl stadium di Douglas. Nella stagione 2004-05 terminarono in terza posizione l'edizione annuale della Premier League. Classificandosi ultimo al termine della stagione 2008-09 retrocede in Division Two.

## Palmarès

### Campionato
- Division Two champions (4): 1976-77, 1982-83, 1986-87, 2001-02
  - Division Two runners-up (1): 1995-96
- Division One runners-up (1): 1989

### Coppe
- Manx FA Cup (1): 2002-03
- Woods Cup (7): 1969-70, 1970-71, 1976-77, 1983-84, 1987-88, 1995-96, 2001-02
- Paul Henry Gold Cup (1): 1995-96
- Fred Faragher Cup (3): 1969-70, 1978-79, 1979-80

## Rosa 2008/09
| N. |                         | Ruolo | Calciatore          |
| -- | ----------------------- | ----- | ------------------- |
|    | Isola di Man (bandiera) |       | James Brown         |
|    | Isola di Man (bandiera) |       | Neil Brown          |
|    | Isola di Man (bandiera) |       | Lee Callameri       |
|    | Isola di Man (bandiera) |       | Andrew Cannell      |
|    | Isola di Man (bandiera) |       | Karl Christian      |
|    | Isola di Man (bandiera) |       | Mark Christian      |
|    | Isola di Man (bandiera) |       | Andrew Cleator      |
|    | Isola di Man (bandiera) |       | David Cleator       |
|    | Isola di Man (bandiera) |       | Jonazionehan Cowley |
|    | Isola di Man (bandiera) |       | Jason Craine        |
|    | Isola di Man (bandiera) |       | Niall Cummins       |
|    | Isola di Man (bandiera) |       | Alex Doddrell       |
|    | Isola di Man (bandiera) |       | Stephen Easthope    |
|    | Isola di Man (bandiera) |       | Daniel Fargher      |
|    | Isola di Man (bandiera) |       | Stuart Fayle        |
|    | Isola di Man (bandiera) |       | Sam Ferguson        |
|    | Isola di Man (bandiera) |       | Tom Franks          |
|    | Isola di Man (bandiera) |       | Gordon Heward       |

| N. |                         | Ruolo | Calciatore         |
| -- | ----------------------- | ----- | ------------------ |
|    | Isola di Man (bandiera) |       | Mark Hignett       |
|    | Isola di Man (bandiera) |       | Connell Hughes     |
|    | Isola di Man (bandiera) |       | Steven Jauncey     |
|    | Isola di Man (bandiera) |       | Stephen Jordan     |
|    | Isola di Man (bandiera) |       | Daniel Kelly       |
|    | Isola di Man (bandiera) |       | Joe Kinrade        |
|    | Isola di Man (bandiera) |       | Matthew Montgomery |
|    | Isola di Man (bandiera) |       | Mike Nixon         |
|    | Isola di Man (bandiera) |       | Stephen Parish     |
|    | Isola di Man (bandiera) |       | Phil Quayle        |
|    | Isola di Man (bandiera) |       | Martin Radcliffe   |
|    | Isola di Man (bandiera) |       | David Rogerson     |
|    | Isola di Man (bandiera) |       | Luke Rowe          |
|    | Isola di Man (bandiera) |       | Bryan Stevens      |
|    | Isola di Man (bandiera) |       | James Teare        |
|    | Isola di Man (bandiera) |       | Mark Teare         |
|    | Isola di Man (bandiera) |       | Harry Weatherill   |
|    | Isola di Man (bandiera) |       | Liam Wheeler       |